# Kelly Groucutt
Kelly Groucutt o Michael William Groucutt (Coseley, Inglaterra; 8 de septiembre de 1945-Worcestershire; 19 de febrero de 2009), fue un músico británico, más conocido por su trabajo como bajista en la banda Electric Light Orchestra entre 1974 y 1983.

## Biografía
Groucutt comenzó su carrera musical a los 15 años como Rikki Storm en el grupo Rikki Storm and the Falcons. Groucutt también formó parte de una banda llamada Sight and Sound antes de ser reclutada para la gira de promoción del álbum de la Electric Light Orchestra Eldorado en 1974. Su distintiva voz fue utilizada en canciones del grupo como "Nightrider", "Poker", "Above the Clouds" y "The Diary of Horace Wimp". 
El primer álbum de la Electric Light Orchestra en incorporar a Kelly como bajista y vocalista fue Face the Music, contribuyendo también a los posteriores álbumes del grupo, entre los que figuran A New World Record (1976), Out of the Blue (1977), Discovery (1979), Xanadu (1980) y Time (1981).
En 1982, Groucutt publicó Kelly, su primer álbum en solitario, el cual incluía la participación de los miembros de la ELO Bev Bevan, Richard Tandy, Mik Kaminski y el arreglista y conductor Louis Clark. El álbum fue remasterizado y reeditado en CD en 2001. 
Groucutt permaneció con la Electric Light Orchestra hasta las sesiones de grabación del álbum de 1983 Secret Messages. Descontenta con el impago de regalías, abandonó el grupo y emprendió acciones legales contra Jeff Lynne, si bien se halló una solución fuera de los tribunales con el pago de 3.000.000 de libras esterlinas. 
Tras su abandono, tomó parte en proyectos paralelos a la Electric Light Orchestra como OrKestra, ELO Part 2 y The Orchestra, llegando a salir de gira a nivel mundial con el último grupo.
El 19 de febrero de 2009, Groucutt falleció a causa de un ataque al corazón sufrido la noche previa.